# YtseJam Records
YtseJam Records (yit-see-jam) – wytwórnia płytowa powstała w 2003 roku z inicjatywy perkusisty Mike'a Portnoya znanego z grupy muzycznej Dream Theater. 
Założeniem muzyka była wytwórnia, która będzie wydawać realizacje grupy Dream Theater takie jak dema czy bootlegi. YtseJam Records funkcjonuje we współpracy z wydawcą albumów grupy Dream Theater Elektra Records. Nazwa wytwórni nawiązuje do pierwotnej nazwy zespołu Majesty pisanej od tyłu.